# Boccaccio Boccaccino

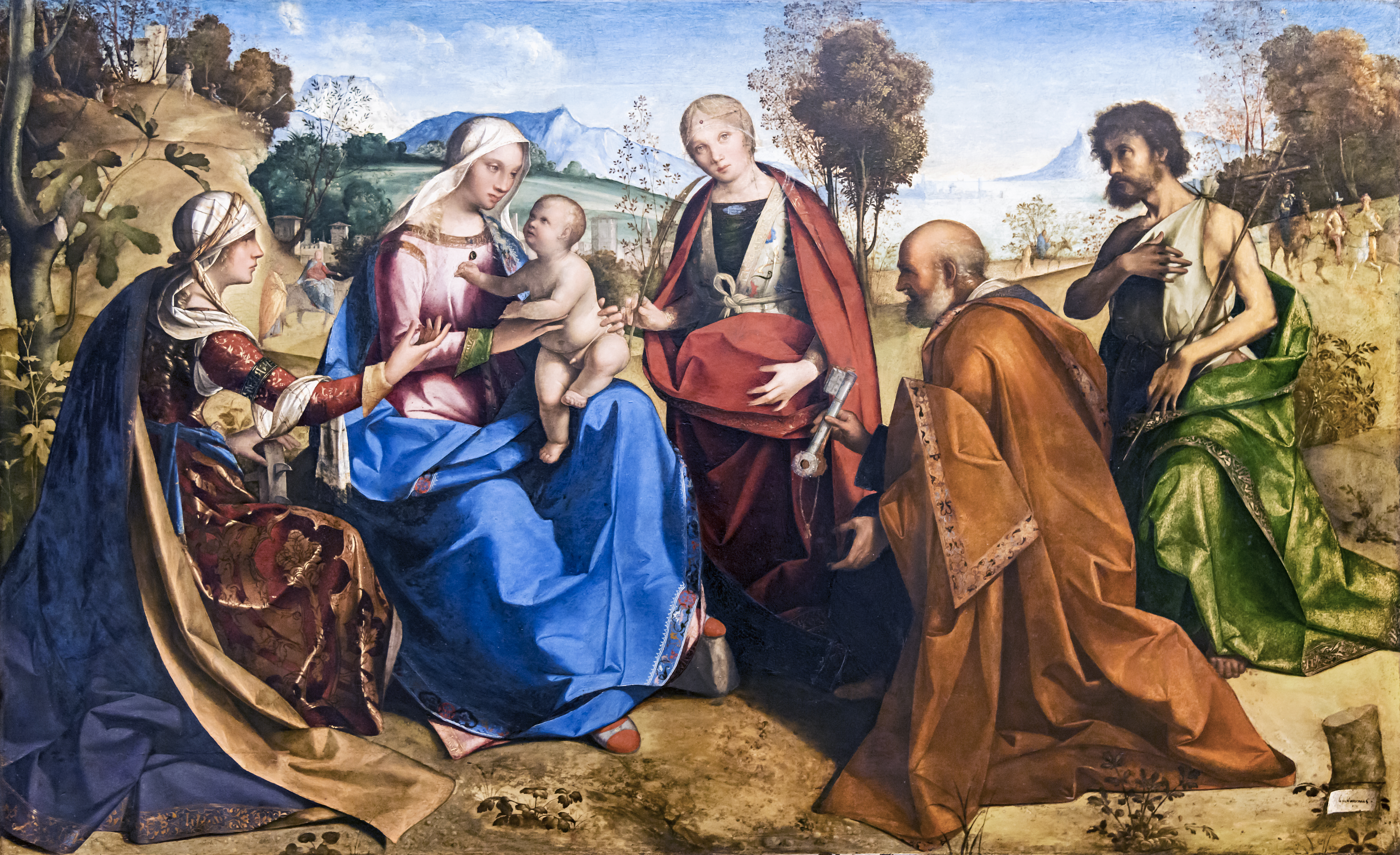
Virgen con santos, Galleria della Accademia, Venecia.

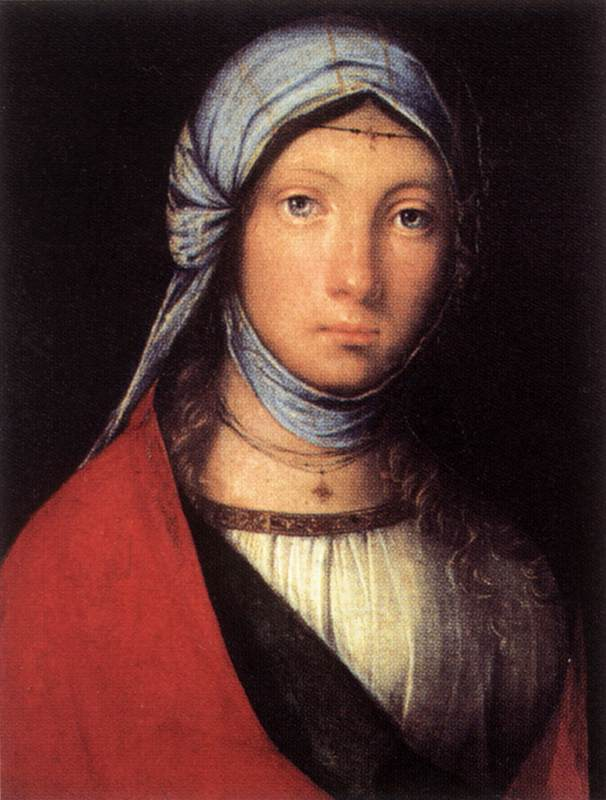
Muchacha gitana, Uffizi.

Boccaccio Boccaccino (Ferrara, antes de 1466 - Cremona, 1525), fue un pintor renacentista italiano.
Su primer aprendizaje lo realizó probablemente bajo Domenico Panetti. Encontramos atestiguada su presencia en Génova hacia 1493, donde fue contratado para pintar una tabla de altar (perdida) para la iglesia de Santa Maria della Consolazione. En 1497 fue liberado de prisión en que se encontraba en Milán por un agente de Hércules I de Este, duque de Ferrara, para quien trabajó hasta 1500. Probablemente a causa de un asesinato tuvo que marchar a Venecia, donde residía en 1505. Después se trasladó a Cremona, donde se conserva un ciclo de frescos de su mano en la catedral, representando Escenas de la Vida de la Virgen. Murió en dicha ciudad en 1525.
Luigi Lanzi destaca su obra por la riqueza de sus drapeados, la variedad en el color, la espiritualidad y gracia de sus figuras, así como la armonía de sus paisajes. Muchos trabajos anteriormente atribuidos a artistas como Perugino, Pinturicchio y Garofalo le son ahora adjudicados.
Hijo y pupilo suyo fue el también pintor Camillo Boccaccino. Fueron sus alumnos Garofalo y Galeazzo Campi.

## Obras destacadas
- Esponsales místicos de Santa Catalina, (Galleria della Accademia, Venecia)
- Virgen con el Niño y Cuatro Santos, (San Giuliano, Venecia)
- Virgen con dos santos, (Cremona, San Quirilo)
- Sagrada Familia (Louvre, París)
- Muchacha gitana (1505, Uffizi, Florencia)